# Psyrana punctulata
Psyrana punctulata är en insektsart som först beskrevs av Heinrich Hugo Karny 1923.  Psyrana punctulata ingår i släktet Psyrana och familjen vårtbitare. Inga underarter finns listade i Catalogue of Life.